# Małkowice (gromada)
Małkowice – dawna gromada, czyli najmniejsza jednostka podziału terytorialnego Polskiej Rzeczypospolitej Ludowej w latach 1954–1972.
Gromady, z gromadzkimi radami narodowymi (GRN) jako organami władzy najniższego stopnia na wsi, funkcjonowały od reformy reorganizującej administrację wiejską przeprowadzonej jesienią 1954 do momentu ich zniesienia z dniem 1 stycznia 1973, tym samym wypierając organizację gminną w latach 1954–1972.
Gromadę Małkowice z siedzibą GRN w Małkowicach utworzono – jako jedną z 8759 gromad na obszarze Polski – w powiecie wrocławskim w woj. wrocławskim, na mocy uchwały nr 32/54 WRN we Wrocławiu z dnia 2 października 1954. W skład jednostki weszły obszary dotychczasowych gromad Małkowice, Romnów, Skałka, Kębłowice i Stoszyce ze zniesionej gminy Smolec oraz Sadków i Sadowice ze zniesionej gminy Kąty Wrocławskie w tymże powiecie. Dla gromady ustalono 15 członków gromadzkiej rady narodowej.
31 grudnia 1961 gromadę zniesiono, a jej obszar włączono do gromad: Kąty Wrocławskie (wsie Sadków, Sadowice i Stoszyce) i Smolec (wsie Kębłowice, Małkowice, Romnów i Skałka) w tymże powiecie.